# Khu nghỉ dưỡng Avraga Toson
Avraga Toson (tiếng Mông Cổ: Аврага Тосон) là một khu nghỉ dưỡng spa ở sum Delgerkhaan, tỉnh Khentii, miền đông Mông Cổ.
Hồ Avraga Toson có nước với nồng độ cao các nguyên tố khoáng và bùn vàng.